# Termiticola rubescens
Termiticola rubescens är en svampart som beskrevs av E. Horak 1979. Termiticola rubescens ingår i släktet Termiticola och familjen Agaricaceae.   Inga underarter finns listade i Catalogue of Life.